# Dealu Secării, Vaslui
Dealu Secării este un sat în comuna Poienești din județul Vaslui, Moldova, România.
 Acest articol despre o localitate din județul Vaslui este deocamdată un ciot. Puteți ajuta Wikipedia prin completarea lui.